# Vladka
Vladka je žensko osebno ime.

## Izvor imena
Ime Vladka je različica ženskega osebnega imena Vladimira.

## Pogostost imena
Po podatkih Statističnega urada Republike Slovenije je bilo na dan 31. decembra 2007 v Sloveniji število ženskih oseb z imenom Vladka: 164.